# Bell P-59 Airacomet
O Bell P-59 Airacomet foi um caça equipado com dois turbojatos, de primeira produção nos Estados Unidos, construído e designado pela empresa Bell Aircraft durante a Segunda Guerra Mundial. A Força Aérea do Exército dos Estados Unidos não impressionou-se por sua performance e cancelou o contrato quando a produção encomendada estava na metade das unidades pedidas. Contudo nenhum P-59 Airacomet entrou em combate, o caça pavimentou o caminho para toda uma nova geração de caças turbojato dos Estados Unidos, e foi o primeiro caça turbojato que teve os motores e as entradas de ar em nacelas junto à fuselagem principal.